# Buseto Palizzolo
Buseto Palizzolo é uma comuna italiana da região da Sicília, província de Trapani, com cerca de 3.170 habitantes. Estende-se por uma área de 72 km², tendo uma densidade populacional de 44 hab/km². Faz fronteira com Calatafimi-Segesta, Castellammare del Golfo, Custonaci, Erice, Trapani, Valderice.

## Demografia
| Variação demográfica do município entre 1861 e 2011                               |
|                                                                                   |
| Fonte: Istituto Nazionale di Statistica (ISTAT) - Elaboração gráfica da Wikipedia |